# Heinrich Rondi
Heinrich Rondi (19 giugno 1877 – 10 novembre 1948) è stato un sollevatore, lottatore e tiratore di fune tedesco.

## Biografia
Ha partecipato alle olimpiadi di Atene del 1906 conquistando una medaglia d'oro nel tiro alla fune e una medaglia di bronzo nel sollevamento pesi nella specialità a due mani. Ha anche partecipato alle gare di sollevamento pesi ad una mano e lotta greco-romana. Ai campionati mondiali del 1907 svoltisi a Lilla si classificò al primo posto, mentre nel 1910 a Düsseldorf e nel 1911 a Stoccarda si classificò secondo.